# 2010年11月中国大陆

## 11月1日
- 中华人民共和国第六次全国人口普查于今日正式展开，短短十天内，投入超80亿元人民币，调动600多万名调查员，深入4亿多家庭，调查13多亿人。被调查对象（中华人民共和国居民）不得拒绝入户登记，否则普查员可能请民警帮忙。 中国新闻网/网易 新京报/网易 新京报/网易
- 黑龙江省密山市一70岁老翁抵制强拆在自家房顶自焚。江西卫视：录像显示现场工作人员无人施救。黑龙江晨报：当局称有工作人员施救，自焚者要价过高。江西卫视 黑龙江晨报/网易（1日）
- 河北大学“10·16”交通肇事案新进展：《鉴定结论通知书》称：冀FWE420轿车碰撞前的行驶速度为45公里/小时至59公里/小时。受害者律师认为此结论“扯淡”。受害者代理律所主任哭求受害者律师中止代理，称其受到了“北京司法局的警告”。保定警方通知死者哥哥称，李刚要求解剖尸体。水母网 半岛网/凤凰网（页面存档备份，存于）（参见70码。）

## 11月2日
- 《新京报》：多省市强行撤村换取建设用地扩大土地财政。有村民被带到湖边，被要求“立即签字，否则沉湖”。新京报/网易
- 《经济参考报》：梅花味精污染河北省霸州市千亩地，村民不敢喝地下水。去年村民即找过当局和梅花味精交涉，至今无果。经济参考报/腾讯（页面存档备份，存于）
- 上海网络社会征信网的曝光台集中曝光了80名网民的违法行为，如有网民公布了上海女大学生包养价格表（被指扰乱社会秩序），部分网民的姓氏及居住门牌号也被曝光。此外，这些网民还被公安机关处以训诫和行政拘留等。南方周末网 光明观察/凤凰网（页面存档备份，存于）（参见跨省追捕。）
- 云南省昭通市昭阳区因村民不满征地修路“将农田说成荒地”引发骚乱。骚乱造成15人重伤，多辆汽车被损毁，其中被烧毁留在现场的公务车达13辆。生活新报（4日）/中国雅虎

## 11月3日
- 《南方都市报》：“中国重金属污染最严重的河”湘江，河畔因污染遭数千人集会抗议而被关闭的工厂24小时人狗守卫森严；有村民称关闭后，污染甚于以前。南方都市报/网易
- 《瞭望东方周刊》：陕西省陇县上访民众被集中关押进深山“秋菊山庄”。近日一批进山乡游的年轻人，偶然闯进了这个秘密的所在。瞭望东方周刊/腾讯网（页面存档备份，存于）（参见秋菊山庄，北京安元鼎保安公司）
- 奇虎360与腾讯QQ的纷争升级，腾讯采取行动，在装有360软件的电脑上将停止运行QQ软件。新浪网（页面存档备份，存于）
- 《南方日报》：为了迎接广州亚运会，广州市临江住宅居民被要求开幕当晚自下午起“人去楼空，灯火通明”，老弱病残在专人盯梢下可以不走。南方日报/网易
- 11月3日，伦敦决定退出2015年世界田径锦标赛的申办。由于只有伦敦和北京申办该届世锦赛，此举也意味着后者成为唯一的申办城市。据英国方面透露，伦敦退出的原因是在2012年伦敦奥运会和残奥会之后，负责落实奥林匹克公园长期发展计划的奥林匹克公园遗产公司无法敲定伦敦奥运会主体育场的长期租约，而且部分竞标者并不打算保留跑道。新民网
- 香港《南华早报》称“李刚案”受害者受压，近日已要求代理律师撤诉。死者哥哥称曾受到拒绝出证件的警察的警告。南华早报[永久]
- 安徽省池州市强拆引发村民愤怒，市长当时乘坐的黑色奥迪车（皖O-00336）被掀翻。今日早报/新浪网（页面存档备份，存于）（《今日早报》电子版相关版面被整版涂成白色。）

## 11月4日
- 《中国文化报》：浙江省杭州市今年4月公布43项历史保护建筑，不久便纷纷遭强拆。中国文化报 中国新闻网/网易
- 中共江西省万载县县委书记陈晓平继强拆言论（“我们县委书记不拆迁，你们知识分子吃什么？”）被知名三农专家公布后，《羊城晚报》记者有幸保存到其有关上访的一个讲稿网页（已删除），“今后凡是到北京非正常上访的，第一次训诫谈话并罚款；第二次拘留；第三次劳教”，讲话还批评了民众上访至外国使馆表达诉求的行为。羊城晚报/网易
- 河北省潍坊市高新区公安分局通过人民网发布的信息称，该局创新网络信息监控手段，对BBS论坛、即时通信软件QQ群以及网页开展网上巡查处置，实时监控网络舆情。新京报（12日）/腾讯（页面存档备份，存于）（参见中国网络审查。）
- 联合国开发计划署4日发布2010年度人类发展指数(HDI)。挪威蝉联榜首。中国进步极快（仅次于阿拉伯国家阿曼），进步后的发展指数排名（89）略低于加勒比海岛国多米尼加（88），但略高于中美洲最小的国家萨尔瓦多（90）。中国国际在线/网易（没有中国排名）中国国际在线/新浪（没有中国排名）（页面存档备份，存于） 联合国网站（有中国排名）（页面存档备份，存于）（参见香蕉共和国。）

## 11月5日
- 中央两部委日前（具体日期不详）介入奇虎360与腾讯QQ的纷争；人人网推出“QQ劝架补丁”，阻止安装360软件后QQ强行掉线。重庆晚报/网易
- 据香港《信报》报道，轰动一时的深圳市前市长许宗衡贪腐案将于近日宣判，由于案情严重，许宗衡将被判处死刑，许将是继广东省前政协主席陈绍基后，另一位被判处极刑的广东省地方要员。据悉，许宗衡的主要罪状包括巨额贪污（超过20亿元人民币）、买官、生活腐化，而其中最严重的指控是买官。中国网/凤凰网（页面存档备份，存于）
- 东北吉林省吉林市珲春街商业大厦9时发生火灾，造成至少19人死亡。新华网/网易（本日22时）中广网（6日）新华网/腾讯（6日）（页面存档备份，存于）
- 《南方周末》：湖南省张家界市慈利县法院司法过程遭上级官厅以“维稳”为由多次干涉，被要求解除对省会长沙一宗市值数亿元人民币土地的查封，故而作出裁决：“本院合议庭审查后认为……解除查封理由不成立。但湖南省高院从维护社会稳定出发，指令本院解除查封，本院经审判委员会讨论，决定解除对本宗土地的查封。”受害人猝死，一法官不安，称无力改变判决，只能向媒体诉行政干预司法。南方周末/网易（参见《中华民国临时约法》。）
- 华特·迪士尼公司与上海申迪集团签署上海迪士尼乐园项目合作协议，双方就具体合作事项达成共识，标志着上海迪士尼项目正式启动。中国新闻网（页面存档备份，存于）
- 日本海上保安厅长官铃木久泰已确认曾在Youtube网站上流传的中国渔船与日本巡逻船钓鱼岛相撞事件相关视频片段是保安厅拍摄的，而日本首相菅直人也已要求相关部门彻查视频泄露的原因。新浪网/新安传媒网（页面存档备份，存于）
- 富士康发生一起员工坠楼死亡事件。新华网广东频道在报道此事之后，随即删除了报道。新华网—网页快照[永久]（原网页[永久]已删除）新华网/凤凰网—网页快照（原网页（页面存档备份，存于）已删除）新华网/搜狐（页面存档备份，存于）
- 新疆研讨渤海海水西调入疆，与会专家称6年内可实现。新疆日报/网易（8日）
- 外国媒体称，诗人艾青之子、北京奥运主场馆“鸟巢”设计者之一的艾未未已被当局监视居住。新加坡联合早报（8日）（页面存档备份，存于） 新浪博客（已被关闭）（页面存档备份，存于）

## 11月6日
- 19名遭索马里海盗劫持4个月中国船员安全获释。中央交通运输部的记者没有透露19名船员是以何种方式获释的。交通运输部/网易（页面存档备份，存于）
- 新华社6日电：柴油再度供不应求，中国南方逾2000家民营加油站停止供应柴油。突击式限电疑是主因。新华网（6日）（页面存档备份，存于）
- 中共陕西省安康市汉滨区区委宣传部表示，区行政当局将17名阻挠市政施工的村民（“通过要挟施工单位满足个人私欲、漫天要价”）押解之下挂牌示众，是为了震慑犯罪，教育群众，起到了很好的普及法治的宣传效果。某早报 大众网/腾讯（页面存档备份，存于）

## 11月7日
- 解放军日前（具体日期不详）派出加强装甲旅在中原某市（疑郑州）首次演练城市进攻，装甲车强行冲入市区，定点清除，攻占广播电台、网络公司等媒体所在街道。中央电视台/腾讯（页面存档备份，存于）
- 云南省盈江县警方否认卡场镇镇妇联主席、镇党政办公室副主任杨晶晶系遭镇长奸杀抛尸，将按因公牺牲善后。酒店服务员称，死者当晚饮酒过度。云网/网易
- 《新周报》：浙江省一男子蒙冤被判死刑。二审死缓后，狱中巧遇真凶。新周报 大河网-河南商报 南海网/网易（9日）
- 湖南省永州市农民唐封银因“准备上访”被警方行政拘留10天。南方都市报-南方网 新华网/搜狐（图，10日）（页面存档备份，存于）

## 11月8日
- 《新京报》：陕西省渭南市两上访女子在民警押解之下被开大会示众处理，法院院长主持。新京报/腾讯（页面存档备份，存于）（参见渭南书案，本版6日新闻动态。）
- 《瞭望东方周刊》报道广西省北海市银滩区强拆事件续：审理的法院被行政当局列为拆迁责任单位。村民被警告“不签（同意拆迁）以后出了事你自己负责”。有村民自恃土地证件齐全，听到有工作人员反问“你大得过政府吗”，觉得有道理，于是签字同意。在突击强拆过程中，当局并非完全不答应村民的要求，有村民最后的要求是“穿上裤子”，其妻、儿果然是穿着短裤被身着迷彩服者赶出自己的家门。瞭望东方周刊（页面存档备份，存于）（参见本版5日新闻动态，司法独立。）
- 海南规定怀孕14周堕胎者，取消生育指标。新华网/MSN中国
- 北京律师称农民上访无论是否有正当理由均不能“开大会示众处理”，示众大会亦不属于公开审判。陕西省渭南市富平县中共政法委、县外宣办报告称《新京报》“农民上访被开大会示众”报道失实：

1. 上访者违法要挟当局。报告暗示一名女农民上访的原因是因为约10年前曾经在法院败诉，而借其住宅采光受法院大楼影响之名；另一女农民不服有关征地补偿款的一审、二审判决，而省高院亦指令市中院重审，期间的敏感时期在北京上访被首都警方控制。
2. 当局将多次上访者从北京市等地带回，浪费了大量的行政资源，花了纳税人的很多钱。
3. 开大会加强了执法透明度，不违法，并且起到了教育其本人和群众的作用。
4. 在广场上的围观大会的群众不足万人，百余人而已。
5. “法院院长宣布（大会）开始”是莫须有的捏造（没有透露是谁主持的）。
6. 官方没有称开大会的决定是县政府做的（没有透露谁决定开大会）。
7. 全国人民认真贯彻十七届五中全会的大好形势下，《新京报》的宣传效果危害大局稳定。人民网/网易

- 《新京报》回应陕西省渭南市富平县当局指责，发表从县法院网站上找到的照片。新京报/凤凰网（页面存档备份，存于）
- 中央科技部驳斥美国《科学》杂志(Science)9月3日关于中国科研文化的社论。《科学》9月3日的社论称，中国的大型科学基金分配体制腐败并压抑创新，“一个公开的秘密是：作好的研究不如与官员和他们赏识的专家拉关系重要。”该社论由北京大学生命科学院院长、清华大学生命科学院院长共同发表。Science/译言网（页面存档备份，存于）

## 11月9日
- 11月8日晚上在天河体育场进行了广州亚运会男足小组赛A组比赛，中国队以0-3负日本。人民网/中国新闻周刊
- 英国首相卡梅伦展开其5月上任以来的首次访华之旅。期间，卡梅伦将与中国国家主席胡锦涛会面，与中国国务院总理温家宝举行会谈，并与中国其他领导人共同出席中英工商峰会。新浪（页面存档备份，存于）BBC（页面存档备份，存于）
- 中国社会科学院发布研究报告称，2006年1月至2010年5月间，中国居民消费价格指数（CPI）被人为调整，系统性低估超过7%。中国新闻周刊/中国网
- 载有25名中国船工的中国籍货船南远钻石号失踪，有关方面没有收到自动或手动的报警信号。13日的报道称，目前日本已救起3名生还者，发现了2具遗体，其余20人生死不明。运输公司否认出事货船超载。扬子晚报（13日）/腾讯（页面存档备份，存于）

## 11月10日
- 中国维权人士、三聚氰胺毒奶受害者集体维权联盟“结石宝宝之家”的发起人赵连海被北京大兴法院以“寻衅滋事罪”判处监禁两年半。BBC（页面存档备份，存于）/中国新闻周刊
- 日本一名神户海上保安部巡逻艇船员供称泄露了中国渔船与日本巡逻船钓鱼岛相撞事件的录像片段，日本警方或以违反《国家公务员法》为由逮捕他。凤凰卫视（页面存档备份，存于）
- 中国首部以低碳生活为主题的双语漫画书《低碳漫画总动员》10日在北京推出。新华网（页面存档备份，存于）
- 河南省一古稀夫妇称为给瘫痪儿子筹措医药费，赶车8小时进省城郑州卖菜。执法者路过，下车就摔。老人阻止，挨耳光。河南商报/新浪（页面存档备份，存于）
- 江苏省高淳区一花甲老太卖自己种的菜时遭两名城管抢夺，卖菜老太的手指被城管扯掉。有关城管径直上车，后来才知道。高淳区城管局一副局长表示此乃“正常执法”中的“意外”。律师建议追究责任。评论指没死人，也追究责任，实属“新闻”。扬子晚报/腾讯（禁止网民评论）（页面存档备份，存于）京华时报/腾讯（12日）（页面存档备份，存于）

## 11月11日
- 10日来自联合国的消息称，包括中国传统的京剧、中医针灸在内的来自29个国家的47项遗产已经列入今年申报《人类非物质遗产代表作名录》的候选名单。除此之外，来自中国的木版活字印刷术、帆船水密舱壁制作工艺、维吾尔族的麦西来甫歌舞，以及来自克罗地亚的奥耶康吉演唱四项遗产项目，今年被列入教科文组织《急需保护的非物质文化遗产名录》的候选名单。本月15至19日，保护非物质文化遗产政府间委员会将于肯尼亚首都内罗毕举行的一个会议上对各国申报的遗产展开审议，决定是否将其列入上述两项名录。中国新闻周刊
- 财政部公布今年前十月全国财政收入破7万亿元人民币，其增速超过统计局公布的GDP增速近一倍。12日新京报等/腾讯（禁止网民评论）（页面存档备份，存于）

## 11月12日
- 引渤(海水)入(新)疆据称已立项、部分工地已开工，项目一期投资628亿元人民币。后辽宁、内蒙古发改委海水办公室表示该信息不实，尚在讨论中，并未立项。中国新闻网/网易（图） 新京报/新华网（页面存档备份，存于）
- 巴拿马籍货船“YUAN XIANG”轮在印度洋北部的阿拉伯海被海盗劫持，船上29名船员全部是中国人。海盗告知公司称船正在驶往索马里。中国广播网/网易
- 《南都周刊》刊登复旦大学博士生奔丧日记：父亲被强拆者打死，当局与校方沟通。南都周刊/网易
- 由教育部、共青团中央等发起的全国大学生冬季“阳光长跑”活动全面展开。尽管学生指纹等信息由非法网站“鹰网”管理（网站仍未得到中央工信部备案批准），学生须到该非法网站注册资料，并定期验指纹。教育部冬季长跑活动负责人与“鹰网”总经理被《第一财经日报》曝系师生，而网站总经理表示“我们不是慈善机构……我们将通过网站产生收益，全国的学生都在这里注册锻炼，锻炼就会发展出消费需求，有了消费需求就能跟商家合作，投放广告。”长江日报/搜狐（页面存档备份，存于） 大河报-大河网 扬子晚报 长江日报/重庆晨报
- 山西省临汾市洪洞县一对普通民警夫妇被杀害，随后中央公安部介入调查。据传，死者家产超过亿元人民币。记者对着“媒体通稿”拍照，相机被扣。17日齐鲁晚报/网易（禁止网民评论）

## 11月13日
- 凌晨1时左右，全国重点文物保护单位、清华大学早期建筑之一，始建于1909年的清华学堂修缮工地发生严重火灾，44辆消防车、308名官兵出动，于3时15分许扑灭。建筑东部烧塌，内部木结构严重损毁，尚无人员伤亡报告。新华网（页面存档备份，存于） 京华时报/新浪（页面存档备份，存于） 新京报/新浪（页面存档备份，存于）

## 11月14日
- 凌晨1时左右，广西大学南苑食堂附近“拱门”商业街（俗称“狗洞”）发生大火，尚无人员伤亡报告。广西新闻网（图）
- 自用iPad无论新旧被指带入中国皆要缴税千元人民币，海关回应称是为了方便旅客。留学生戏称要裸奔，以免衣物、行李箱被按指令征税。英中时报 中国广播网/腾讯（页面存档备份，存于） 重庆晨报/腾讯（页面存档备份，存于）
- 中央商务部致函海关总署：入境纳税新规有违WTO规则，深圳海关表示没关系。扬子晚报/网易 第一财经日报/搜狐（页面存档备份，存于）
- 海关总署表示境外购物超5000元征税符合国际做法，但报道没有透露此举是否违背中国申请加入WTO时的承诺；海关总署还表示，对于携带进（出）境，并复带出（进）境的原有个人物品，并不征税，不过报道没有透露海关是如何甄别，或者如何退税。新华网/网易
- 国际TOP500组织发布最新版全球超级计算机500强，由国防科大和天津滨海新区研制的“天河一号”超越美国“美洲豹”，以2.67PFlops跃居榜首，曙光公司与国家超级计算深圳中心研制的“星云”位居第三位。新华网（页面存档备份，存于） Top500（页面存档备份，存于）

## 11月15日
- 《新京报》报道山西省省会太原强拆致死事件后续：中共太原市委13日晚通报称已处理责任人。死者儿子（复旦大学博士生）称官员官员提出赔偿近千万元人民币私了，并建议撤掉申请公开有关政务的代理律师李劲松（“这样做很不好”），改用官方聘请的律师。新京报/腾讯（页面存档备份，存于）
- 《大河报》：河南省南阳市西峡县气象局长驾公车陪领导游玩撞死3人，公款赔偿。大河网-大河报 华龙网/网易
- 人民网：河南省平顶山原市长因特大矿难停职4个月后调任至省水利厅，行政级别不变。人民网/网易（禁止网民评论）
- 京沪高速铁路已全线铺通，铁路全长1318公里，正式建成通车后，从北京到达上海只需要4小时。网易（页面存档备份，存于）
- 有记者15日获悉黄光裕上月初正式入狱。黄光裕案已于2010年8月30日上午在北京市高级人民法院进行了二审宣判。黄光裕三罪并罚被判有期徒刑14年以及罚没8亿元人民币的判决维持不变。城市晚报/新浪（页面存档备份，存于）
- 《新京报》：陕西省一打工仔被首都北京警方送进精神病院治疗后猝死，死前家属不知情。死者家属否认死者有精神病，要求警方解释；警方不理会家属及记者的交涉；精神病院记录显示，分不清死者属于哪种类型精神障碍，病史不详，仅有派出所工作说明。家属欲起诉精神病院，北京市昌平区法院正在考虑是否受理。新京报电子版
- 湖北省襄樊市工商部门下发紧急通知，要求全市排查远山乳业有限公司生产的三聚氰胺严重超标的乳酸玉米奶。16日襄樊日报 人民网 新华网/网易（21日）

## 11月16日
- 2010年11月15日14时左右，上海市静安区胶州路一幢28层建筑发生特别重大的火灾。截至16日9时，火灾造成53人死亡，另外70余人在接受治疗。凤凰网（页面存档备份，存于）
- 经联合国教科文组织政府间保护非物质文化遗产委员会共同审议，将中医针灸和京剧列入人类非物质文化遗产代表作名录。网易
- 联合国科教文组织会员决定，把“中国活字印刷术”、“中国水密隔舱福船制造技艺”、以及“麦西热甫”列入联合国教科文组织2010年急需保护的非物质文化遗产名录。环球网（页面存档备份，存于）
- 人民网海南视窗：海南省琼中县警方刑讯逼供致死被法院判处赔偿。警方拒绝了法院的判决，称赔偿将打击干警积极性。人民网/网易
- 河南省《大河报》：广东省深圳市大亚湾核电站上月检修时发现冷却水钢管裂纹，导致核辐射泄漏。经过上报，国家核安全局将其定为“一级事故”，不会影响公众安全。目前没有维修破裂钢管的计划，直到下一次大修。大河报/网易 凤凰卫视（页面存档备份，存于）

## 11月17日
- 公安部称，教育部等发起的高校冬季长跑采集指纹无法律依据。汉网/南方周末网
- 河南省周口市鹿邑县赵村乡乡长周广志表示，他面对向他下跪磕头的老妇，悠然抽烟、看笑话，被拍下一组照片，这是个阴谋。大河网

## 11月18日
- 为了争夺煤矿资源，云南泸西县两煤矿火拼引发流血冲突造成9死48伤；87人遭起诉、20名官员被问责（（页面存档备份，存于）（页面存档备份，存于））。
- 美中经济与安全评估委员会17日公布报告，描述了今年4月世界互联网流量的近15%曾短暂跳转至中国的计算机服务器这一现象。针对这个报道，中国电信集团公司18日正式作出回应，强调中国电信从未有过任何拦截互联网传输信息的行为。中国新闻周刊
- 11月18日，央视大火案第二批被追责的人员中，供货商中山盛兴公司因销售以销售伪劣产品罪被处罚金110万元。法院称，虽不具有法定的减轻处罚情节，但因“情况特殊”，对三名公司人员予以从轻判刑，报最高法院核准。 中国新闻周刊

## 11月19日
- 由河南中平能化集团机械制造有限公司自行研究设计制造的“矿用可移动式救生舱”首个样舱制造完成。该“矿用可移动式救生舱”的密封舱体可容纳10人，舱体内设有座椅、照明、通讯、供氧、急救箱、必需的食品饮用水、有毒有害气体处理装置，并可以调节舱内的气温和湿度。中国新闻周刊
- 19日广东多个地方发生不同程度的地震。下午14时45分深圳发生2.8级地震。根据东莞地震局最新信息，东莞发生里氏4.1级地震，震中位置位于大岭山镇 中惠沁林山庄，有强烈震感，其余周边地区均能感受到震感。下午14时42分，阳江市平岗镇发生4.9级地震一次，有感范围波及广州市。新浪/中国广播网（页面存档备份，存于）
- 广东省地震局与深圳市地震局在下午2時42分錄得一次地震，震中位於深圳灣附近，震級為黎克特制2.8級。當局在地震发生后召开紧急会议，并加强监测分析，密切关注未来趋势。 广东省地震局[永久]
- 15时，据广东省地震监测中心报告，台湾以南海域发生里氏7.2级地震，地震有感范围较大，香港、澳门、广州、深圳、汕头等地区普遍有感。中国新闻周刊
- 《瞭望东方周刊》：浙江省宁波市身价数千万元人民币的女企业家谢玲自焚抗议强拆。自焚者弟弟称，谢家被警告不要接受记者采访，否则税务和劳动部门，将对谢的工厂进行严查。瞭望东方周刊 新华网/腾讯（页面存档备份，存于）
- 教育部、国家民委、公安部、国家体育总局、中国科协5部门联合发文，对部分高考加分项目进行了规范和调整。当中只有获得全国中学生奥林匹克竞赛决赛一等奖，并被中国科学技术协会遴选为参加国际奥林匹克竞赛国家队集训的毕业生，其保送资格才被保留。南方都市报
- 湖南省常德市桃源县一79岁老妪上吊，疑自杀。尸体随后被大批警察抢走。家属称，自杀老妪死前遭警方24小时监视，原因是7天前她砸坏了中共县委书记的玻璃。(上海)新闻晨报 四川新闻网/网易（22日）(北京)京华时报/网易（26日）

## 11月20日
- 国际田联主席拉明·迪亚克在国际田联理事会上宣布中国北京市获得2015年世界田径锦标赛举办权[1]。
- 11月18日晚上9点半，中远航运一艘“乐从”轮在印度洋北部的阿拉伯海被海盗袭击。后来，26名中国船员击退了海盗。有一名厨师身中五枪受伤。20日中午，海军护航舰队已经和“乐从”轮会合进行营救。凤凰网（页面存档备份，存于）
- 日本海上保安厅今早发布消息说，上午8时25分，在离钓鱼岛西北37公里的海上，发现两艘中国渔政船，包括第一艘配载直升机的“中国渔政310”号。日本巡逻船一度发出警告，对峙约一个半小时。双方都没有进入对方的领海。联合早报
  - 中国渔政船正告日舰：钓鱼岛海域我们想再来就再来。南方日报/腾讯（22日，有关日方回应的网民评论无法通过审核）（页面存档备份，存于）
- 16:39:41，甘肃省武威市市辖区与古浪县交界处（纬度37.5°，经度102.9° ）发生3.6级地震，震源深度6千米。中国地震网/腾讯（页面存档备份，存于）
- 山西省晋中市一化工厂19时发生爆炸，省当局称已致2人遇难死亡，7人受伤。人民网/腾讯（22时）（页面存档备份，存于）

## 11月21日
- 上午11时，四川省内江市威远县小河镇大田煤矿发生透水事故，县当局称有28人困于井下。四川新闻网/网易
- 18日，云南泸西县旧城镇小松地煤矿发生一起因煤矿资源纠纷引发的刑事案件，造成9人死亡，48人受伤。死者家属称自己的亲人是死于枪杀，不是爆炸致命。 中国新闻周刊
- 湖北襄樊紧急要求排查湖北远山乳业有限公司生产的50件有毒乳酸玉米奶。这批乳酸玉米奶每公斤含了4.8毫克三聚氰胺，含量严重超标，而这些产品可能已销到襄樊。中国新闻周刊
- 王羲之作品《草书平安帖》20日晚嘉德秋拍宫廷专场中以3亿零8百万元人民币成交，创下古代书画的又一天价成交价格。 中国新闻周刊
- 湖南省、湘潭市质监局表示，三聚氰胺严重超标的远山乳酸玉米奶生产于6月15日，没有被追回的毒奶应该已经被喝完。湖北省襄樊市工商局表示，三聚氰胺玉米奶被曝光，纯属偶然。新京报（22日）/腾讯（页面存档备份，存于）

## 11月22日
- 21日21时30分左右，位于福建福州市五一南路附近一片旧式木结构房屋发生火灾，由于起火区域为木质结构的民房，火势蔓延迅速。22日凌晨大火被完全扑灭。据初步统计造成约13、14幢民楼被烧毁，几十户居民受灾，火灾过火面积约1300平方米，没有造成人员伤亡。中国政府网（页面存档备份，存于）、新浪网（页面存档备份，存于）
- 奇虎360与腾讯QQ争斗事件的双方均向社会公开道歉。中国新闻周刊
- 《中国青年报》：网络公关伪造新华社公函指令各大网站删帖，刊登网站纷纷“从了”。公关公司称，“一切不想看到的信息都可以消失”。中国青年报/中国新闻周刊网站
- 中国政法大学教授、中国著名宪政学者蔡定剑病逝。南方周末
- 四川省威远县八田煤矿29名被困矿工全部被救出。此前的报道称，有28人被困井下。中新网
- 贵州省六盘水市第二中学发生一起学生破坏食堂事件。新浪（页面存档备份，存于）大洋网/北国网

## 11月23日
- 在2010年广州亚运会田径项目的男子100米比赛中，中国选手劳义以10秒24夺得冠军，这也是中国选手第一次赢得亚运会男子百米金牌。中国新闻周刊
- 位于湖南省耒阳市的矿产品税费征收管理办公室，在770多名干部职工中竟有超过百人涉嫌贪污受贿，55人被立案调查。新华社/南方都市报
- 甘肃省图书馆一助理馆员因在网上举报官二代同学考试作弊，遭到宁夏回族自治区吴忠市警方跨省追捕。警方称，举报严重危害国家利益、扰乱了社会秩序。南方都市报 广东电视台/网易（30日）（页面存档备份，存于）

## 11月24日
- 中国司法机关已受理“结石宝宝”父亲、毒奶粉受害者维权人士赵连海保外就医的申请。联合早报（页面存档备份，存于）
- 2010年广州亚运会男子110米栏决赛中，刘翔以13秒09的成绩夺得冠军，不仅连续第三次打破了赛会纪录，并且成为亚运会历史上第一位三夺110米栏冠军的选手。凤凰网
- 中共深圳市市委书记王荣在市委全体(扩大)会议上表示，深圳前市长许宗衡贪腐案已基本结束，干部勿相互猜疑，“当事人也不要有过多顾虑，如果是自己的问题，接受教育，感谢组织的信任，放下包袱，用我们的努力工作回报组织。这既是中央对省委的要求，也是省委对深圳的要求。”此前香港媒体曾报道（见本版11月5日新闻动态），许宗衡贪污金额超过20亿元人民币，但更重要的是买官。南方日报（25日）

## 11月25日
- 受延坪岛炮击事件影响，中国外交部长杨洁篪推迟了原预定于26日抵达韩国的访问行程。而在俄罗斯访问的中国国务院总理温家宝，就朝鲜半岛局势发表中方立场，反对任何军事挑衅行为，呼吁各方克制。凤凰网（页面存档备份，存于）
- 国务院原副总理黄华因病于2010年11月24日3时8分在北京逝世，享年98岁。中国新闻周刊
- 0时9分，中国在西昌卫星发射中心用“长征三号甲”运载火箭，成功将“中星-20A”通信广播卫星送入太空预定轨道。四川在线（页面存档备份，存于）
- 河北省唐山市丰润区25日举行奠基仪式，总投资15亿元人民币的曹雪芹公园改造项目启动。据悉，曹雪芹公园规划面积1650亩，其中绿地面积1230亩，水域面积420亩，预计2011年9月开园迎客。 中国新闻周刊
- 25日下午，华中科大及协和医院已将解职肖传国职务。曾遭肖传国袭击的方舟子认为应吊销其行医执照。中国新闻周刊
- 25日，青岛曙光医院院长周健带领多名暴徒，携带砍刀、斧头、铁锤等凶器到曾报道《就诊曙光医院病人难寻‘曙光’》的都市便民报报社打、砸、抢。中国新闻周刊
- 内蒙古自治区兴安盟科尔沁右翼前旗遭受雪灾，目前仍有300多个牧点近1000人无法取得直接联系。 中国新闻周刊
- 25日，教育部和国家语委发布《2009年中国语言生活状况报告》。凤凰网（页面存档备份，存于）
- 湖南省郴州市“限摩规电”，非城区摩托车无油可加，引发上千民众“散步”抗议，多辆警车、城管执法车被掀翻。13名民众被拘留，还有一批正在通缉。官员表示，城区摩托车（未被限制的）早已全部报废，不存在补偿之行为。新京报电子版 新京报电子版潇湘晨报/中国雅虎

## 11月26日
- 美国国务院近日发表2010年度《国际宗教自由报告》，继续把中国列为“特别关注国家”。 中国新闻周刊
- 国家质检总局拟删除“公民回国须检查艾滋”规定。中国新闻周刊[永久]
- 26日，中國著名憲政專家、中國政法大學憲政研究所所長蔡定劍教授的遺體告別儀式，在八寶山殯儀館東禮堂舉行。凤凰网（页面存档备份，存于）
- 26日，李松針對福建寧德市屏南縣財政局下屬收費票據管理所招聘工作人員要求要獲得國外學士學位、國際會計專業遭“量身定做”質疑，中共屏南縣委宣傳部26日對此發佈通報稱，現任縣財政局局長遊代進、縣人事局局長張功成在招考聘用過程中確有失職，負有責任，當天，屏南縣政府研究，決定對二人進行停職檢查。凤凰网（页面存档备份，存于）
- 26日上午，國務院辦公廳召開督促檢查穩定物價保障群眾基本生活工作動員會，按照《國務院關於穩定消費價格總水準保障群眾基本生活的通知》精神，部署組成國務院督查組，赴18個省區市開展督促檢查工作。凤凰网（页面存档备份，存于）
- 26日晚，長沙市中級人民法院公開審理了長沙芙蓉區國稅局東屯渡稅務分局大樓“7·30”爆炸案。造成4死3重傷、多人輕傷、公私財產重大損失的被告人劉贅衡接受法律的審判，被告人李孝、劉檢犯非法買賣爆炸物罪一同受審。鋻於該案案情重大，法庭審理後將提交審判委員會討論決定後，擇期宣判結果。凤凰网（页面存档备份，存于）
- 江苏省南京市一座在建高架桥坍塌，当局称施工人员7死3伤。扬子晚报/网易
- 渭南市文化新闻出版与广播电视局副局长兼渭南电视台台长安荣，在渭南市东风街上一较偏僻的人行道上被人杀害，凶手作案后逃逸。中国新闻周刊

## 11月27日
- 2010年第十六届广州亚运会闭幕。中国代表团获得199枚金牌、119枚银牌、98枚铜牌，奖牌总数达416枚[2][3]。
- 11月27日至28日，第七届肯德基三人篮球冠军挑战赛北京区决赛在国家体育总局训练局篮球馆举行[1]。

## 11月28日
- 中国政府朝鲜半岛事务特别代表武大伟11月28日下午16:30分在北京召开记者发布会，建议在12月上旬举行六方会谈团长举行紧急磋商。中国新闻周刊
- 天津地铁系统“一号腐败大案”中原党委书记王春清获刑13年，原总经理高怀志获刑20年。报道称两人不和，以至于互相举报。中国新闻周刊

## 11月29日
- 12时许，位于新疆阿克苏市杭州大道的阿克苏第五小学发生踩踏事故，近百名孩子受伤被送往医院。 中国新闻周刊
- 当天晚上，第23届世界客属恳亲大会在广东省河源市开幕，世客会时隔16年重返广东。南方日报[永久]
- 黑龙江省省会哈尔滨市阿城区阿什河街道一对父子等3人自焚抗强拆，被以“暴力抗法”立案。东北网/腾讯（页面存档备份，存于）
- 云南省镇雄县3起矿难被指被瞒报，有关部门表示不知道。中国新闻网/腾讯（页面存档备份，存于）
- 天津师范大学校长遇袭，袭击者制造炸弹爆炸身亡。南方网（页面存档备份，存于）

## 11月30日
- 《新京报》：北京市六年级小学生做调查，发现首都市场上逾九成鲜蘑菇被荧光剂漂白。中国农业大学高瑞芳博士称该调查可信，北京市工商局称该调查不科学。新京报 东方卫视/搜狐（页面存档备份，存于）中国之声新闻晚高峰/新浪（页面存档备份，存于）
- 工信部在新闻发布会上表示，对山寨产品，将区分知识产权，鼓励创新，打击侵犯知识产权行为。京华时报/新浪（页面存档备份，存于）